# François Winnepenninckx
François Winnepenninckx, född 26 mars 1919, död 15 oktober 1988, var en belgisk fotbollsspelare.
Han spelade en landskamp  för Belgien. Hans enda framträdande i landslaget var  mot Tysklands herrlandslag i fotboll 1939.